# الصياد (حماة)
الصياد قرية سورية تتبع ناحية كفرزيتا في منطقة محردة في محافظة حماة. بلغ عدد سكانها 394 نسمة في عام 2004 حسب إحصاء المكتب المركزي للإحصاء.

## وصلات خارجية
- الوحدات الإدارية في محافظة حماة